# Samuel Frederick Gray
Samuel Frederick Gray (1766 - 1828) fue un naturalista, botánico y farmacéutico británico.
Era el padre de dos grandes naturalistas y zoólogos: John Edward Gray (1800-1875) y de George Robert Gray (1808-1872).
Su más destacada obra fue The Natural Arrangement of British Plants, according to their relations to each other ... With an introduction to Botany, in which the terms newly introduced are explained. (Londres, dos vols., 1821), que le siguieron algunas publicaciones sobre la farmacopea y las ostras con su hijo mayor J.E. Gray.

## Algunas publicaciones
- A supplement to the pharmacopoeias. Underwoods, Longman & Rees, Londres, 1818-1847
- The natural arrangement of British plant. Baldwin, Cradock & Joy, Londres, vol. I, vol II 1821
- The elements of pharmacy and of the chemical history of the materia medica. Londres, 1823
- The operative chemist. Hurst & Chance, Londres, 1828-1831
- Traité pratique de chimie appliquée aux arts et manufactures, à l'hygiène et à l'économie domestique. Anselin, Paris 1828-1829
- The chemistry of the arts. Carey & Lea, Filadelfia, 1830

## Honores

### Epónimos
- (Chenopodiaceae) Grayia Hook. & Arn.[1]
- La abreviatura «Gray» se emplea para indicar a Samuel Frederick Gray como autoridad en la descripción y clasificación científica de los vegetales.[2]